# LIGHT POOL
LIGHT POOL（ライトプール）は、東芝および東芝モバイルコミュニケーション社（現・FCNT）によって開発された、auブランドを展開するKDDIおよび沖縄セルラー電話のCDMA 1X WIN（後のau 3G）対応音声用端末である。製造型番はTSX05（てぃーえすえっくす ぜろご）。

## 概要
- 既存のT003（TS003）を基本に再設計・再開発されたiidaブランドの第7弾にあたる音声用端末。デザインは坪井浩尚が担当している。ただしT003と異なり防水機能は技術的な面で見送られており、当機種には搭載されていない。
- 本機の内蔵コンテンツに関してはサウンドにこだわっており、本機専用のオリジナルサウンド10曲がプリセット。ミュージックキーからワンタッチで再生する音楽に合わせて背面のLEDによるイルミネーションが点灯し、「光」と「音」による癒しの空間を演出する。着信時の点灯パターンは60種類あるほか、毎時0分に光で数字を作る「時報モード」も用意した。なお、本機のイルミネーションの点灯パターンと音楽は映像作家・音楽家の高木正勝の手によるものとなっている。
- 東芝の携帯電話事業が2010年10月に富士通の子会社である富士通東芝モバイルコミュニケーションズ[4]に移管されたため、au向けは本機が最後の東芝が自ら開発・製造・発売した音声端末となった[5]。なお、X-RAY（TSX06）を含むau向けのT005（TS005）以降からT008（TS008）までの東芝フィーチャーフォン、およびau向けのREGZA Phone IS04／IS04FV（TSI04）からWindows Phone IS12T（TSI12）までの東芝スマートフォン[6]は富士通東芝モバイル・東芝ブランド名義の端末として存続する事となった。その後、東芝本体が再びKDDI・沖縄セルラーに供給する端末は約2年後のREGZA Tablet AT500/26Fとなる[7]。

## 歴史
- 2010年（平成22年）6月14日 - 連邦通信委員会（FCC）を通過。
- 2010年7月13日 - KDDIより発表。
- 2010年7月30日 - 関東・関西・沖縄地区にて先行発売。
- 2010年8月4日 - 中部・東北・中国地区にて発売。
- 2010年8月5日 - 四国地区にて発売。
- 2010年8月6日 - 上記以外の残りの地区にて発売。
- 2011年（平成23年）6月 - 販売終了。
- 2012年（平成24年）7月22日 - L800MHz帯（旧800MHz帯・CDMA Bandclass 3）によるサービスの停波によりそれ以降はN800MHz（新800MHz帯・CDMA Bandclass 0 Subclass 2）帯および2GHz（CDMA Bandclass 6）帯の各サービスで利用する事となる。
- 2022年（令和4年）3月31日 - auの3Gサービス（CDMA 1X WIN）の終了・停波により当端末は利用不可となる。

## 主な機能・サービス
- ロングプレイモード
- ダウンロードフォント
- 電子辞書
- カスタマイズキー
- au one メール
- カチャブル
- フェイク着信

| 主な対応サービス                                                                        | 主な対応サービス                                                 | 主な対応サービス                                                                 | 主な対応サービス         |
| --------------------------------------------------------------------------------------- | ---------------------------------------------------------------- | -------------------------------------------------------------------------------- | ------------------------ |
| LISMO! (着うたフル) (着うたフルプラス) (LISMOビデオクリップ) (LISMO Video) (LISMO Book) | EZケータイアレンジ                                               | バーコードリーダー&メーカー                                                      | PCサイトビューアー       |
| au BOX                                                                                  | ワイヤレスミュージック (カーナビ×LISMO!対応)                     | au Smart Sports Run & Walk Karada Manager ゴルフ フイットネス カロリーカウンター | EZナビウォーク           |
| EZ助手席ナビ                                                                            | 安心ナビ                                                         | 災害時ナビ                                                                       | ナカチェン               |
| EZアプリ FullGame! Bluetooth対戦                                                        | EZアプリ(BREW)                                                   | オープンアプリプレイヤー                                                         | PCドキュメントビューアー |
| EZケータイアレンジ アレンジメニュー                                                     | au oneガジェット マルチプレイウィンドウ クイックアクセスメニュー | じぶん銀行アプリ                                                                 | EZ・FM                   |
| EZチャンネル EZチャンネルプラス EZニュースフラッシュ EZニュースEX                       | Touch Message                                                    | EZFeliCa                                                                         | ケータイ de PCメール     |
| デコレーションメール                                                                    | デコレーションアニメ                                             | 緊急地震速報                                                                     | 緊急通報位置通知         |
| EZテレビ（ワンセグ）                                                                    | グローバルパスポート (CDMA・GSM)                                 | 赤外線通信 (IrDA)                                                                | Bluetooth auフェムトセル |

## その他
「run for money 逃走中」で過去利用されていた。